# Коцур Анатолій Петрович
Коцур Анатолій Петрович, (6 січня 1963, Сакуниха, Недригайлівський район, Сумської області) — доктор історичних наук, професор.

## Біографія
Анатолій Петрович Коцур народився 6 січня 1963 року в селі Сакуниха Недригайлівського району Сумської області). В 1985 році закінчив Чернівецький державний університет імені Юрія Федьковича, де відтоді й працював. В 1991 році закінчив аспірантуру Чернівецького державного університету імені Юрія Федьковича . В 1985—1986 рр. завідував методичною лабораторією історичного факультету, в 1986—1989 був стажист-дослідником кафедри історії СРСР і УРСР, В 1992 р. — доцент кафедри історії України Чернівецького університету. У 2001—2021 рр. — працював професором кафедри історії і культури України та спеціальних історичних дисциплін Університету Григорія Сковороди в Переяславі. Від 2003 року — на посаді завідувача кафедри української історії та етнополітики Київського університету. Наукові дослідження А. П. Коцура в царині історії української державності, української національної ідеї 19–21 століття, сучасної вітчизяної історіографії. У Київському університеті з 2003 року: професор, завідувач кафедри української історії та етнополітики історичного факультету. Анатолій Петрович підготував та викладає курси: «Історія України», «Історіографія історії України», «Сучасна українська історіографія», «Актуальні проблеми історії України», «Методика викладання історії у вищій школі», «Історія науки і техніки в Україні». В 1991 році захистив кандидатську дисертацію «Роль місцевих рад в забезпеченні промислового розвитку західних областей Української РСР (50-і роки)». Докторську дисертацію на тему «Ідея державності в історичній думці та суспільно-політичному житті України кінця XVIII — початку XX ст.» захистив у 2001 році. Має відзнаки Міністерства аграрної політики України, Прикордонних військ України, Київського міського голови, Почесну відзнаку імені Григорія Сковороди. Веде авторську передачу «Історія української державності» на Всесвітній службі радіомовлення та цикл історичних розповідей на телебаченні.

## Досягнення
- 2001 — отримав науковий степінь доктор історичних наук.
- 2002 — Відмінник освіти України
- 2003 — присвоєно вчене звання — професор
- 2005 — Почесна відзнака Київського міського голови
- 2006 — Подяка Київського міського голови
- 2007 — Заслужений працівник освіти України
- 2007 — Відмінник аграрної освіти і науки України
- 2008 — Почесна грамота Міністерства аграрної політики
- 2008 — Почесна відзнака імені Григорія Сковороди
- 2010 — Подяка Міністерства освіти і науки України
- 2010 — Почесний громадянин с. Сакуниха
- 2012 — Людина року Недригайлівщини
- 2012 — Знак «Петро Могила» Міністерства освіти і науки України
- 2013 — Орден «Геродот Галікарнаський»
- 2013 — Почесний професор Університету Григорія Сковороди в Переяславі
- 2013 — Орден святих Кирила і Мефодія
- 2013 — Почесний краєзнавець України
- 2015 — Відзнака «Трудова слава» Національної академії наук України
- 2018 — Орден Святого Рівноапостольного князя Володимира Великого III-го ступеня
- 2018 — Почесний доктор Університету Григорія Сковороди в Переяславі
- 2018 — Лауреат Премії імені академіка Петра Тронька Національної спілки краєзнавців України

## Наукові роботи
Автор 720 наукових публікацій, 25 монографій, 161 навчально-методичних робіт, 23 підручників, у тому числі, 12 із грифом МОН України.
1. Шлях на Голгофу: Від кошового Петра Калнишевського до СВУ. К., 1996 (співавторство)
2. Історія України: Навчальний посібник Чернівці, 1996 (у співавторстві);
3. Українська державність: історія та сучасність. Чц., 2000
4. Ідея державності в історичній думці та суспільно-політичному житті України кінця XIII — початку XX ст. Чц., 2000
5. Національна ідея в інтелектуальній спадщині української та російської еліти кінця XVIII–ХХ ст.: Монографія. Чернівці, 2000 (у співавторстві)
6. Пошуки шляхів національного відродження в історичній думці України XVIII ст.: Монографія. Чернівці, 2000
7. Парламентаризм в Україні 2-ї пол. XIX ст. — 1920 р.: Історіографія. К., 2009
8. Становлення та діяльність Київського товариства грамотності (1882—1908 рр.). К., 2011.
9. Історія Києва: від княжої доби до сучасності. — К., 2005 (у співавторстві)
10. Україна та Столипінська аграрна реформа: передумови, завдання, здійснення: Монографія. К., 2008 (у співавторстві)
11. Проблематика досліджень з історії України (кінець XVIII — перша половина XIX ст.): Монографія. Корсунь-Шевченківський, 2009 (у співавторстві)
12. Діячі науки і культури України: Нариси життя та діяльності: Навчальне видання. К.; Чернівці, 2010 (у співавторстві)
13. Становлення та діяльність Київського товариства грамотності (1882—1908 рр.). К., 2011
14. Володимир Коцур: життя наче спалах. К.; Переяслав-Хмельницький, 2012 (у співавторстві).

Література:
1. Казьмирчук Г. Д., Латиш Ю. В. Коцур Анатолій Петрович // Історичний факультет Київського університету: минуле й сьогодення (1834—2004 рр.)К. — 2004
2. Колесник В. Ф. Коцур Анатолій Петрович — науковець, педагог, людина // Часопис української історії. К. — 2008. Вип. 10